# Борисовский уезд (Курская губерния)
Бори́совский уе́зд — административно-территориальная единица Курской губернии РСФСР в 1924—1925 гг. Уездным центром было село Борисовка (сейчас — п.г.т., административный центр Борисовского района Белгородской области).

## История
В 1923—1929 гг. на территории РСФСР и всего СССР производился переход со старого административно-территориального деления (АТД) (губернии и уезды) на новое (области, округа и районы). 12 мая 1924 года, в рамках подготовки перехода на новое АТД, вышло постановление Президиума ВЦИК об укрупнении уездов Курской губернии. После укрупнения в Курской губернии осталось 7 уездов (было 15). В результате реформы появилась новая административно-территориальная единица — «Борисовский уезд» (остальные уезды существовали до 1924 года в составе Курской губернии Российской империи и РСФСР).
Борисовский уезд был образован из территории Грайворонского уезда, а также частей упраздненных Суджанского и Обоянского уездов.
Уездным центром было назначено село Борисовка.
В состав новообразованного уезда вошли населенные пункты, имевшие на тот момент статус города: Грайворон, Богатый (село с 1926 года), Мирополье (в 1925 году передано в состав УССР, позднее преобразовано в село) и Хотмыжск (село с 1928 года). Новый уездный центр не уступал старым городам по численности населения.
Борисовский уезд существовал немногим более года. 1 июня 1925 года административный центр был перенесен в Грайворон, а уезд переименован в Грайворонский.
Село Борисовка оставалось в составе Грайворонского уезда вплоть до упразднения Курской губернии и разделения её территории на округа и районы в 1928 году. В числе прочих был образован Борисовский район, вошедший в состав Белгородского округа Центральночернозёмной области.

## География
Борисовский уезд находился в южной части Курской губернии. Уезд граничил на севере с укрупненными Курским и Льговским уездами Курской губернии, на востоке — с Белгородским уездом Курской губернии, а на юге и западе — с Харьковским округом УССР.